# Lobofemora
Lobofemora is een geslacht van wandelende takken (Phasmatodea) uit de  familie Phasmatidae. De wetenschappelijke naam van het geslacht is voor het eerst geldig gepubliceerd in 2015 door Joachim Bresseel en Jérôme Constant van het Koninklijk Belgisch Instituut voor Natuurwetenschappen, samen met de beschrijving van drie nieuwe soorten. Deze werden ontdekt in Centraal- en Zuid-Vietnam.
Deze wandelende takken zijn tot ongeveer 8 à 9 cm lang, donkerbruin tot zwart-bruin gekleurd. Het voorste paar poten is langer dan het hoofd en de thorax samen. De eitjes zijn langwerpig, 3 tot 4 mm lang en iets meer dan 1 mm breed. De mannetjes van L. scheirei hebben vleugels en kunnen striduleren wanneer ze hun vleugels volledig openen.

## Soorten
- Lobofemora bachmaensis Bresseel & Constant, 2015

ontdekt in het Nationaal park Bạch Mã
- Lobofemora bidoupensis Bresseel & Constant, 2015

ontdekt in het Nationaal park Bidoup Núi Bà
- Lobofemora scheirei Bresseel & Constant, 2015

genoemd naar Lieven Scheire
ontdekt in het Nationaal park Cát Tiên en het naburige Biosfeerreservaat Đồng Nai